# 에어 인디아 182편 폭파 사건
에어 인디아 182편 폭파 사건은 1985년 6월 23일, 승객 307명, 승무원 22명 등 329명의 탑승객을 태우고 몬트리올을 떠나 런던과 델리를 경유하여 뭄바이로 향하던 에어 인디아 182편(기종 : 보잉 747)이, 시크교 무장 조직인 버버르 할사(Babbar Khalsa)의 조직원에 의한 것으로 추정되는 폭발물 테러로 인해 아일랜드 남쪽 대서양 상공 9,500m에서 폭발 추락하여 탑승객 전원이 숨진 사건이다.

## 사건의 배경
당시 모든 주요 장소마다 시크 극단주의의 테러공격 가능성에 대한 인지가 요구되고 있었다. 1947년 인도의 분할 이전에도 주류인 힌두계와 다른 계파 간의 긴장이 존재했다. 인도의 다른 종교 집단이 그랬던 것처럼 시크교 사회는 분리에 따른 폭력과 고난으로 인한 수많은 희생으로 고통을 받고 있었다. 분리되면서 인도와 파키스탄이 형성되었다.
그 중에서 펀자브주가 인도와 파키스탄 사이로 분리되었다. 후에 할리스탄 분리주의가 일어나면서 인도와 파키스탄 사이 펀자브 지역에 또 다른 시크교 집단이 생겼으며, 그것은 18세기 시크 왕국에 조화되었다.
캐나다 왕립 기마경찰대 보안부에서는 1974년 이래 캐나다 관내 할리스탄 분리주의의 회원들을 주시하였으나 1981년까지 이들의 위협을 검토하지 않았다. 1900년대 초반 이전부터 캐나다로 시크교도의 이민이 시작되었고 초창기 이주 시크교도들은 브리티시컬럼비아주의 차별에 시달렸다.
1970년대에 이르는 동안 1971년 방글라데시 독립 전쟁에 기인한 광범위한 죽음과 사회적 차별에 시달렸으며 캐나다로 들어오는 시크교도의 신규 망명이 급증했다. 이들 가운데서는 테러조직인 버버르 할사의 리더와 조직원이 된 남자들도 있었는데 예를 들어 탈윈드 싱 파마르, 아자브 싱 바그리, 리퓨다만 싱 말릭 그리고 인더르지트 싱 르얏이었다. 1980년대 밴쿠버 주변 지역은 해외 시크교 주민들의 큰 중심이 되었다. 그들은 인도와 파키스탄에서의 경쟁과 종파간 긴장을 같이 이어나갔다.
그곳에서 버버르 할사가 현재의 신념을 품게 된 계기는 1978년 4월 13일 인도 바이사크에서 열린 축제에서 라이벌 종파인 니란카리와 아칸드 키르타니 자다(AKJ) 사이의 격렬한 충돌이 일어나 시크교도 13명이 살해된 사건에서 비롯되었다. 이 판치크 단체의 창시자들은 시크 집단의 죽음으로 복수를 다짐하였다. 탈윈드 싱 파마르는 버버르 할사의 부하가 되어 니란카리를 "처벌"하기 위해 아칸드 키르타니 자다의 군대를 이끌었으며 그들은 부정한 방법으로 펀자브 주 정부의 승인을 받았다. 1980년 4월 24일 구르바챤 싱은 니란카리의 바바(우두머리)에 의해 살해되었으며 버버르 할사는 이 사건에 대해 당국의 책임을 요구하였다.
1981년 11월 19일 파마르는 펀자브 주 루디아나 시 루디아나 구에 있는 아마르짓 싱 니항의 집 주변에서 2명의 펀자브 주 경찰소속 경위와의 총격전이 수반된 전투가 벌어진 사이에 겨우 탈출하였다. 이는 버버르 할사와 그의 리더에 대한 악명을 더하는 계기가 되었으며 그는 캐나다로 떠났다. 1982년 인도에서는 경찰관이 살해된 것과 관련하여 파마르의 살인에 관련된 6개 혐의의 책임을 묻기 위한 체포 영장이 발부되었다. 이를 위해 인도에서는 1981년에 파마르가 테러리스트가 되는 것을 원했다는 내용을 캐나다에 통보하고 1982년에 파마르의 송환을 요구하였으나 1982년 7월 캐나다는 이를 거부하였다.
후에 국제 형사 경찰 기구에서 파마르가 독일로의 입국을 시도하는 동안 체포되었음을 경고하였으며 당시 독일은 이 사건을 독일에서 처리하기 보다는 파마르를 인도로 보내는 방향으로 처리하였다. 파마르는 뒤셀도르프의 감옥에서 그의 종교적 권리 즉 터번을 착용하고 채식 식사를 요구하는 단식 투쟁으로 갔다. 후에 인도에서는 파마르가 인디라 간디 암살 위협에 관한 정보를 받았으나, 그들(인도 정부)은 독일이 증거가 부족하다는 결론을 내린것을 발견하였다. 그들은 이후 파마르가 감옥에서 보낸지 거의 1년째인 1984년 6월에 파마르를 추방하고 캐나다에 그에 대한 정보를 공개하였다.
1984년 6월 3일에서 6일간 할리스탄 분리주의는 인디라 간디 인도 총리에게 블루스타 작전을 주문한데 이어 골든 템플(하만디르 사힙)에서의 돌진이라는 행동으로 촉발되었다. 자말 싱 빈드라왈(후에 누군가의 공격으로 사망했다)이 이끄는 무장단체가 시크교 사원에 보관된 무기로 무장을 요구했으며 인도 헌법 또는 그 밖의 방법으로 시크 팽창주의롤 통한 시크 주의 형성과 시크 교도가 인도에서 2류 시민 계급으로 취급되지 않는 것과 변화를 통한 평등을 요구했다. 이러한 폭력을 수반한 방법의 사용을 통해 전세계 시크교 사이에서의 소동을 주도하면서 1500명의 민간인이 사망한 것으로 추정되었다. 1984년 10월 31일 간디 총리는 경호원으로 있었던 두명의 시크 교도(삿완트 싱)에 의해 암살당했으며 이에 대한 보복으로 인도 국민 회의 회원의 일정한 주도를 통해 1984년 반시크 교 시위가 일어나면서 수천명의 인도내 시크 교도가 살해되었다.
블루 스타 작전 직후 파마르는 밴쿠버 섬 빅토리아 북부의 작은 마을인 브리티시컬럼비아주 던컨에 거주하고 잇는 인도계 자동차 정비사이자 전기 기사인 인더르짓 싱 르얏을 만났다. 파마르는 르얏에게 폭탄 제조를 언급했는데 후에 르얏은 그가 폭탄을 무슨 목적으로 사용할 것인가에 대해 아무런 생각도 없었다고 주장했다. 르얏은 다이너마이트에 관해 마을에 있는 여러 사람들에게 물었으며 말하면서 그는 그의 보유물 가운데 나무의 남은 부분을 제거하는 것을 원했다. 르얏은 또한 협력자와 함께 폭발물을 의논하면서 인도 정부 특히 인디라 간디 총리에 분노했다.
몇년 후 안자이브 싱 바그리는 그의 심복인 파마르와 같이 반인도 정부 무장투쟁을 전개하기 위해 바그리는 캄루프 부근의 제재소에서 포크리프트 운전일을 했다. 그는 인도계 캐나다인 사회에서 강력한 설교자로 알려져 있었으며 파마르와 같이 캐나다 전역을 돌면서 황금 사원 공격에 대한 보복의 원인을 시크교도 집회에서 알렸다. 그들은 회의를 통해 버버르 할사를 위한 모금을 전개했는데 해밀턴에서 바그리가 "인도 정부는 우리의 적이며 마찬가지로 힌두 사회도 우리의 적이다"라고 언급한 것을 어느 전임 지도 신부가 증언하였다. 바그리는 교구에서 "무기를 준비했기에 우리는 인도 정부에 대한 복수가 가능하다"고 말했다.
바그리는 다음과 같은 말로 행동을 촉구했다.

우리는 펀자브의 주인이다. 우리의 형제자매들은 우리 자신을 위해 스스로 일어서서 죽음을 맞이했으며 아무도 우리를 도와주지 않았다. 그렇기에 우리 자신의 주를 만들기 위해 군대가 필요하며 탄약이 필요하다, 그리고 인도 정부와 싸워 우리 자신의 소속인 할리스탄을 세우기 위해 소총을 필요로 한다."

### 바그리의 메시지
1984년 7월 28일 뉴욕 메디슨 스퀘어 가든에서 세계 시크교 연합(WSO) 대회가 열렸다. 세계 시크교 연합 강령은 외교에 전념하고 폭력에 반대하는 것이며 그것은 조직에서도 언급되었는데 "평화적 해법으로 시크교 고향의 독립을 위해 노력한다"는 의미였다. 비록 파마르는 국경을 넘는데 실패했지만 바그리는 대회에서 1시간 동안 길게 연설을 했다.
그는 4000명의 군중들이 분노하기 전 "우리는 힌두교도 50,000명을 죽일때까지 쉬지 않을 것이다"라는 말을 했으며 후의 재판에서 그의 이 문안은 그대로 인용되었다. 바그리는 납치범으로부터 방어를 위해 시크교 지도력과 함께 인도 정부의 강제적인 "지위"에 의한 협상에 들어갔으며 간디의 비폭력주의에 대한 비판도 서슴지 않았다. "우리는 자신을 희생하여 전쟁터에서 싸우다 죽을 것이다. 그러한 죽음은 할사의 임무이며 우리의 종교이다.". 또한 카슈미르의 이슬람 군부와 아프가니스탄 반군도 집회에 초대되었다.
펀자브 어로 된 바그리의 연설문은 이해하는데 실패하여 전문 번역가에 의해 증명되었는데 "그것의 문맥은 시크교도 역사와 문학"이라고 하여 그는 부인하였으나 바그리가 시크 교도에게 모든 힌두 교도에게 복수할 것을 촉구한 내용이었다. 그는 "열정을 독려하고 민족적 자긍심을 불러일으켰다"고 하여 바그리가 노력하였음을 인정하였다.

## 사건의 계획
1984년 말 그때 2명의 밀고자가 최초의 에어 인디아 182편 폭탄 테러 계획의 실패를 당국에 보고하였다. 1984년 8월 게리 부드롤트가 폭탄 설치에 대한 대가로 탈윈드 파마르에게 2백 달러로 채워진 수트 케이스를 요구했던 것으로 알려져 있었다. 그는 "내가 좀 나쁜 짓을 한 적이 있었기에 교도소에서 보낸 시절이 있긴 하지만 비행기에 폭탄을 설치했던건.... 나는 아니었다. 나는 경찰서에 갔다왔다."라고 결심하였다. 그해 9월 벤쿠버의 하마일 싱 그리월은 절도와 사기의 형량 감경을 시도하기 위해 몬트리올에서 출발하는 비행기의 폭탄 테러 계획을 캐나다 안보정보청과 캐나다 왕립 기마경찰대에 제보하였다. 그 제보는 믿을 수 없었거나 묵살되었다.
평소에 온건파 시크 교도였던 우잘 도산지는 대외적으로도 시크교 집단에 의한 폭력을 반대하고 있었다. 이로 인해 1985년 2월 시크 교도로 추정되는 괴한이 휘두른 철제 둔기에 의한 피습을 받았다. 그 사건으로 두개골이 파열되어 그는 80바늘을 꿰매는 등의 치료를 받아야 했다. 1985년 3월 5일 정확히 182편 사건이 일어나기 3개월 전 캐나다 안보정보청의 국내 정보부에서 법원 명령에 따라 파마르를 1년간 감시하에 두었다. 비록 버버르 할사가 아직도 공식적으로는 금지되긴 했을지라도 진술서에는 "캐나다에 지금 시크교 테러조직이 설립되었다", "사건에 대한 책임을 인정하기 보다 오히려 펀자브 주에 있는 온건파 시크교도와 타인에 대한 음해가 40번이나 있었다" 그리고 "그들의 이름으로 인도의 고위 공무원들에게 협박 편지를 써서 보냈다"는 내용이 있다. 이 진술서는 1984년 7월 15일부터 파마르가 앨버타주 캘거리에 있는 사원의 신도들을 가르치며 설득하였고 이는 황금 사원에 "연합하자, 싸우고 죽이자"는 내용의 보복성 공격으로 이어졌다는 의미였다.

### 폭발물과 시계
1985년 4월 폭발에 익숙한 한 캐나다인이 르얏이 나무 하나를 절단하기 위한 폭발에 다이너마이트가 얼마나 필요한가에 대해 말했다고 했다. 다른 친구는 "암리차르에서 있었던 신성모독을 되갚을 것이라며 거의 히틀러와 같은 이야기를 했다"는 즉 르얏이 매우 강한 어조로 주장하는 내용을 엿들은 것을 상기하였다. 르얏은 던컨 주변 인물들에게 폭발에 대한 질문 혹은 복수의 필요성에 대해 모두에게 말하고 다닌 것에 대해 부끄러워하지 않았으며 르얏은 다이너마이트를 구매할 경우 세 번 모두 정상적인 가격을 지불하였을 정도였다. 그는 남은 부분에 대해 최종적으로 비밀을 털어놓았는데 "내 조국의 문제이다" 하지만 "나의 동포에게 도움이 되는 폭발"을 위해 필요하다고 했다. 한 친구는 그에게 다이너마이트를 주는 것을 거부했으나 폭발과 관련된 400페이지의 메뉴얼을 빌려주었다.
1985년 5월 8일 르얏은 던컨에 있는 라디오셱에서 마이크론타 사의 자동차용 디지털 시계를 구입하였다. 12볼트의 자동차 전원에 맞춰 설계되었으며 또한 전원 공급은 12볼트 조명용 배터리에 의해서도 작동할 수 있었다. 24시간 경보가 활성화 된 버저였으나 전기 릴레이 테스트 후에 어떻게 다른 전원 장치로 버저 신호를 보내느냐 말하면서 1주일 후 반납하였다. 그 달에 도청자가 기록한 9대의 전화기 중에서 벤쿠버에 거주하는 파마르와 벤쿠버 섬에 있는 르얏의 자택 또는 직장
사이에서 르얏에게 테러 활동을 위한 사람이 접촉되어 있는 점을 모니터링하였다. 캐나다 정부는 후에 처음에 그가 3개의 시계를 구매한 목적을 알지 못한 것에 대해서는 2003년에 르얏의 거짓말이라 비난하였다. 그는 파마르가 인도에서 교량 또는 어떤 큰 것을 날려버릴수 있는 폭발 장치를 필요로 했으며 폭발 장치를 위한 타이머를 필요로 했다고 후에 언급했다. 이는 이러한 전달 순서가 발파 캡을 위한 뇌관 회로로 사용될 수 있었으며 다이너마이트처럼 큰 폭발물을 격발시키는데 필요한 초기의 위력을 제공했던 사례였다.
르얏은 후에 부분적으로 분해된 자동차 시계의 전선을 손전등 배터리에 연결한 채로 텔레비전 수리점을 찾았다. 그는 그의 캠프에서 깨어나기 위해 버저를 남기기 보다 간헐적인 경고음을 위한 도움이 필요하였다. 해당 수리점의 수리공은 르얏의 친구가 캠핑카를 소유하지 않았음을 알고 있었으며 그것은 1991년 파리에서 열린 판사 j 레이몬드에 의한 르얏의 재판에서 타이머가 이상한 목적으로 시험된 것이 추가되면서 르얏에게 타격을 주었다.

### 폭발 테스트
5월 중순에 의해 르얏은 12볼트 배터리, 마분지 실린더, 화약, 그리고 일부 다이너마이트와 같이 다른 장치의 테스트를 위해 숲으로 갔으나 장치가 작동하지 않았다. 후에 르얏은 던컨이 제대로 훈련하여 이후 트럭을 해결하기 위해 던컨의 집을 방문했을 때 "만약 미래에 있어 필요하다면 확인되지 않은 것도 날려버릴 거야"라고 하면서 다이너마이트 6개와 8개의 막대를 습득하였다. 그는 또한 몇일후 얼마 정도의 발파용 캡을 획득하였다. 1985년 5월 31일 르얏은 그의 타이머를 가져왔고 붐박스라고 하는 라디오에 붙였으며 그의 가게인 던컨 자동 해양 전기는 그렇게 그의 동료 직원 친구를 위해 그것을 수리하는 것을 도와주었으나 후에 제대로 작동하지 않아 다시 보냈다.
그 해 6월 4일 캐나다 안보정보청 직원에 따르면 레리 로웨와 린 머캐덤이 파마르와 한 "젊은 남성"(확인된 바에 의하면 "Mr. X", "제3의 남성" 혹은 "알려지지 않는 남성성"이었다)을 미행했을 정도로 그들은 파마르의 집에서 호스슈 만에 위치한 페리터미널로 가서 나나이모 바운드 페리를 타고 르얏의 집을 방문하거나 오토 마린 전기의 상점을 드나들었다. 방치된 부시 구역으로 세차례의 운전은 숲으로 들어가기 위한 목적으로 어딘가에서 르얏이 관찰되었다는 의미였다. 보이지 않는 곳에서 머무른 첩보원은 카메라를 가지고 있지 않았으나 "요란한 총소리"처럼 들린 폭발음만은 들을 수 있었다. 또한 이후의 테스트에서도 그것의 폭발이 확인되었으며 후의 수색에서도 "전기 발파 캡"으로 나머지 알루미늄이 발견되었다. 캐나다 왕립 기마 경찰대(CSIS) 대테러 국장 J.S 워렌은 이후 1986년 7월 16일에 폭탄 테러를 저지할 수 있었음에도 왜 그들이 용의자에 대한 심문과 경찰에게 말하는 것 또는 왜 자동차에 대한 수색을 중단했는가에 대해 입을 열었다.
다음날 르얏은 울워스(슈퍼마켓 체인)에서 커다란 산요 사 컴포넌트 라디오인 FMT 611K를 구매하였으며 구입 명세서 왼쪽의 그의 이름 및 전화번호가 후에 그의 집을 수색하는 과정에서 발견되었다. 또한 한 스포츠 용품점에서 무연 화약을 샀으며 폭발 로그에 "나는 르얏"이라 서명하였다. 나리타 공항 사건에서의 파편 연구에 따르면 결국 폭발물이 탑재된 산요 라디오는 브리티시 컬럼비아 주에서만 판매하는 모델의 시리얼 번호와 일치하였으며 폭발 시한 장치에 사용된 마이크론타 시계는 에브레디 12V 배터리와 함께 발파캡 방아쇠를 구동하는 식으로 다이너마이트 스틱과 같은 고성능 폭발이 설정되면서 르얏이 구입한 모든 항목이 일치하였다. 이것은 재판에서 그의 최종 유죄로 이어졌다. 2010년 뒤늦게 르얏은 몇가지 부품을 구매하고 조립한 것만은 인정하고 폭탄을 제조한 것은 부인했으나 폭탄이 무엇을 위해 쓰일 것인지는 알고 있었으며, 사건의 뒤에는 누가 있으며 그가 만들었던 장치의 실패 이후 그의 집에서 1주일 동안 폭발 장치 만드는 것을 완료했던 남자의 이름을 알고 있다고 말했다.
1985년 6월 9일 해밀턴에서 경찰에 밀고한 보고서에는 파마르와 바그리가 몰튼에 있는 시크교 사원을 방문하여 "그것은 더 이상 안전하지 않을 것이다"라는 독설적 경고를 날렸으며 이는 에어 인디아 비행편을 노렸다는 내용이었다.

### 항공권의 확보
용의자들이 폭탄 테러를 위해 사용한 공중전화와 회선에 있는 대화 내용이다. 도청된 대화의 번역문에 포함된 내용은 1985년 6월 20일 항공권을 확보하면서 탈윈드 파마르와 그의 부하인 하디알 싱 조할 사이에서 파마르의 부하가 바뀌었다는 내용이었다.
파마르: 너는 이야기를 쓴적 있어?
조할: 아니, 없어
파마르: 우리의 첫번째 거사야
이 대화 내용은 파마르가 항공권 예약을 지시했다는 것으로 보인다. 그것은 "이야기를 쓴적 있어"의 뜻이 항공권을 구입하라는 의미로 믿어졌으며 후에 조할은 파마르에게 다시 전화를 걸어 "그는 그것을 위해 넘어와서 이야기를 해달라고 말했었다" 이 내용은 파마르가 이에 동의했다는 뜻이있다.
대화가 도청된 직후 순간 01시 정각(그리니치 시간)에 '미스터 싱'이라고 지칭하는 한 남성이 6월 22일자 두 비행편을 예약했는데; 하나는 '자스완 싱'이라는 이름으로 예약된 밴쿠버발 토론토행 캐나다 퍼시픽 항공 86편과 또 하나는 '모힌데르벨 싱'이라는 이름으로 예약된 밴쿠버발 도쿄행 캐나다 퍼시픽 항공 3편과 후에 연결되는 방콕행 에어 인디아 301편이었다. 같은 날 2시 20분 동일한 '자스완 싱'이라는 이름으로 다른 전화를 통해 CP 060에서 CP 086으로 예약이 변경되었는데 이것도 또한 밴쿠버발 토론토행이었다. 전화를 한 사람은 토론토발 몬트리올행 에어 인디아 181편과 몬트리올발 뭄바이행 182편 대기자 명단에 올려줄 것을 추가로 요청하였다.
연락처에 남겨진 한 전화번호는 밴쿠버 로스 가의 시크 교 사원이었으며 다른 번호는 조사관에 의해 첫번째 단서가 되어 밴쿠버의 고등학교 청소부였던 하디얼 싱 조할을 추적하였다. 조할은 탈윈더 싱 파마르의 열렬한 추종자였으며 따라서 밀접한 조사 결과 182편 사건을 추종하고 있었다. 조할은 밴쿠버에 있는 학교의 지하실에서 가방에 폭발물을 저장하고 폭탄을 설치할 항공편의 항공권을 구입했다고 주장했다. 만딥 싱 그리웰은 사건 당일 공항에서 182편 희생자 중 하나인 그의 아버지에게 작별했는데 조할의 학교 청소부 시절 어떻게 그가 그를 보고 인정했는지 이야기했다.
르얏은 6월 21일에 계획을 위해 이동했으며 전화 기록은 그가 7월 17일에 조할에게 전화를 했다는 것을 보여주는 것이었다. 이름이 보호된 익명의 증언에는 공항에 옮겨질 수트 케이스에 폭탄이 실리기 전 바그리가 밤에 그녀의 차를 빌리면서 비록 그가 자신이 그들과 같이 비행기에 타지 않을지라도 라고 말했다는 것이었다.

## 폭발의 순간
1985년 6월 22일, 13시 30분(그리니치 표준시)에 에어 인디어 181/182편 탑승 수속에서 예약을 확인하기 위해 자신을 만짓 싱이라고 하는 사람을 불렀다. 그는 만짓 싱에게 대기 명단에 있는 관계로 양자택일을 제시했으나 싱은 여전히 묵묵부답이었다. 만짓 싱은 캐나다 퍼시픽 항공 밴쿠버발 토론토행 비행편의 체크인 우선 순위중 30번째로 체크인을 했으며 오전 9시 18분 출발 예정이었다. 그는 직원인 제니 아담스에게 어두운 황색과 수직으로 된 자신의 샘소나이트 슈트 케이스의 탁송을 요구했으며 그리고 인도 방면 에어 인디아 181편이나 182편으로의 수하물 환승 연결을 요구했다. 해당 직원은 그의 토론토발 몬트리올행과 몬트리올발 뭄바이행 좌석이 확인되지 않은 관계로 수하물 체크인을 즉각 거부했다. 싱은 거부 사유가 아니라고 주장했으나 직원은 다시 싱의 주장을 부정하고 다시 싱에게 설명했다 "손님이 확인했지만 손님의 티켓을 읽지 못했습니다." 그리고 "우리는 손님의 수하물이 연결되어 있는지 여부를 확인할 수 없습니다." 그러자 싱이 다시 말했다 "기다려요 내가 동생을 데리고 올게요" 그는 그것을 위해(사실은 거짓이었다.) 다시 다른곳으로 가기 시작하자 직원은 그제서야 그의 슈트 케이스 탁송을 수락했다 대신 싱에게 토론토에서 에어 인디아의 수하물 확인을 다시 받아야 한다고 말했다. 사고 직후 체크인 직원이었던 아담스는 뒤늦게 182편에 실린 가방이 속임수였다는 것을 깨닫게 되었다. 직원이 염려했던 그의 신원은 확인되지 않았다. 16시 16분 캐나다 퍼시픽 항공 60편은 싱을 태우지 않고 피어슨 국제공항으로 출발했다.
르얏은 사건 후 아침에 형제간 거래를 위해 던컨에서 밴쿠버까지 페리를 이용했다는 진술을 했다. 전화 통화기록은 그날 이후 오전 10시 50분부터 오후 4시까지 르얏의 거주지에서 조할의 번호로 전화를 했다는 것을 보여주었다. 르얏은 오전 10시와 11시 30분 사이 파마르의 집 근처에서 버나비에 있는 자동 해양 전기장비 매장에 다른 동인도인의 단체를 목격했다. 파마르는 12볼트 배터리 2개를 사서 통에 담은채 폭발 장치와 비슷한 장치의 효용성 테스트를 했으며, 그들은 파마르와 함께 특수한 금속 받침대에 알맞은 재료들을 사왔다. 순경이었던 클라크 말로는 사건 후에 거기서의 일을 생각했는데 "인더르지트 싱 르얏이 버나비에 있는 자동 해양전지장비 전문 매장에서 배터리를 획득하고 폭발 장치에 포함된 배터리를 조립할고 나서 슈트 케이스에 실려 밴쿠버 공항으로 운반될 시간은 충분했다"고 했다.
그 이전 20시 22분경 L 싱(그의 경우도 신원이 확인되지 않았다)도 1시 37분에 도쿄로 가는 캐나다 퍼시픽 항공 3편에 실을 목적으로 수하물 체크인을 했으며 그것도 도쿄에서 방콕으로 가는 에어 인디아 301편으로 옮겨 실릴 예정이었다(후에 나리타공항에서 301편에 실리기 직전 폭발했다.). 하지만 L 싱도 만짓 싱과 마찬가지로 탑승하지 않았다.
20시 22분(그리니치 시간) 캐나다 퍼시픽 항공 60편이 12분 후에 토론토에 도착했다. 몇몇 승객과 수하물 가운데서는 싱의 가방도 확인되었으며 에어 인디아 182편으로 옮겨졌다. 시크 운동가로부터의 위협에 대응하여 에어 인디아는 몬트리올과 토론토 공항 터미널에 상주하면서 추가 보안대책으로 캐나다에서 할당된 여분의 경찰관을 요구하였으며 X선 혹은 수작업으로 모든 수하물을 검색하였다. 하지만 후에 X선 장치가 고장나면서 휴대용 PDD 4 폭발믈 탐지기를 사용하는 계수 검사로 바뀌었다. 에어 인디아의 한 보안담당 직원은 그것이 큰 비명소리를 냈으며 한 인치 떨어진 곳에서도 일치하면 불이켜졌는데 그것이 가방 가장자리 주위에서만 사용되었음을 증명하였다.
6월 23일 0시 15분 181편은 '카니슈카 황제'로 명명된(당시 팬 아메리칸 항공과 마찬가지로 에어 인디아도 항공기마다 별칭을 부여했다.) 보잉 747-232B 항공기로 토론토 피어슨 국제공항을 출발하여 몬트리올 미라벨 국제공항으로 향했다. 182편은 왼쪽 주날개 밑에 설치되어 있던 5번째 엔진(스페어 엔진)의 수리를 위해 인도로 보낼 목적이었기 때문에 40분에서 1시간가량 출발이 지연되었다. 해당 엔진과 관련된 부품의 일부는 후방 화물칸에 적재되었다. 사고기는 오전 1시에 몬트리올 미라벨 국제공항에 도착했으며 그때 비행편 번호는 181에서 182편으로 바뀌었다.
182편은 런던 히드로 공항을 경유하여 델리의 인디라 간디 국제공항과 뭄바이의 차트라파티 시바지 국제공항으로 향했다. 329명이 탑승하고 있었으며 307명의 승객과 22명의 승무원으로 구성되어 있었다. 비행 승무원은 기장인 한세 싱 나렌드라는 부조종사인 삿윈더르 싱 빈더르와 같이 지휘의 역할을 했으며 항공기관사는 다라 두만시아로 구성되어 있었다. 승객들의 상당수는 가족이나 친구를 만나러 가는 사람들이었다.
07시 14분 01초 182편의 비행 승무원들은 섀넌 공항 관제소에 '스쿼드 2005'를 요청한 직후 갑자기 실종되었다. 폭탄은 일본 산요사의 라디오에 내장되어 있었으며 배송 화물의 슈트 케이스에 실려있다가 사고기가 고도 31,000피트(9400m)에 이르렀을 때 폭파되었다. 급격한 감압과 함께 182편은 공중에서 분해되었다. 잔해와 파편은 코크주 연안에서 120마일(190km) 떨어진 남서 아일랜드 해안 수심 6,700피트(2,000미터) 지점에 가라앉았다. 섀넌 관제소는 아무런 구조신호를 받지 못했다. 관제사들은 항공기들이 있는 공역에 182편이 마지막으로 기록된 위치로 계속 호출하였으나 소용이 없었다. 07시 30분 정각에 관제소는 비상사태를 발령하고 주변의 화물선과 아일랜드 해군 함정에 수색을 요청했다.
폭탄이 든 두번째 가방은 L 싱에 의해 체크인되었으며 밴쿠버발 도쿄행 캐나다 퍼시픽 항공 3편으로 운반되었다. 거기에서는 해당 비행편의 수하물이 X-레이로 검사되지 않았다. 그것은 에어 인디아 301편을 겨냥했으며 177명의 승객과 승무원과 함께 방콕 돈므앙 국제공항으로 향했기 때문이었는데, 하지만 182편이 폭파된지 55분 후에 해당 폭탄은 나리타 국제공항에서 폭발하였다. 이 사건으로 2명의 일본인 수하물 직원들이 사망하고 4명의 다른 사람들이 부상당했다.

## 잔해와 시신의 회수
09시 13분에 캐나다 선적 화물선 로렌시안 포리스트호가 항해 도중 182편의 잔해와 수많은 시신이 떠다니는 것을 목격했다. 인도 민간항공국은 사고기의 파괴 원인으로 아마 폭발의 유형은 폭탄일 것이라는 가능성을 발표하였다. 이전에 747 항공기가 손상되거나 지상에서 파괴된 사례는 있으나 고의적인 손괴행위에 의한 점보 제트의 추락은 이번이 처음이었다.
이 사고로 승무원 22명과 승객 307명 전원이 사망했으며 132명의 시신은 발견되었으나 나머지 197명은 발견되지 못했다. 8구의 시신에서 '채찍 무늬' 상처가 드러났는데 바다에 가라앉기 전 항공기 밖으로 내던져졌음을 암시하는 의미였다. 이것은 182편이 공중에서 분해되었다는 신호였으며 26구의 시신에서는 저산소증(산소의 결핍)의 특징이 드러났다. 25구에서는 폭발적 감압의 특징이 드러났는데 대부분 창가 부근에 앉아있었으며 23구에서는 '수직력으로 인한 부상'의 특징이 있었다. 나머지 21구의 시신에서는 의복이 조금 발견되거나 아예 발견되지도 않았다.
보고서에는 공식적으로 인용된 구절이 있는데 "모든 희생자들은 다발성 부상으로 인한 사망"이라는 내용이 검시 보고서에 있다. 한 유아와 한 어린이로 구성된 2명의 희생자에는 질식으로 사망했음을 보고하고 있다. 거기에서 유아의 질식사는 틀림없으나 다른 어린이 희생자(시체공시 93번)의 예에서는 어린이가 발목 고정점과 함께 굴러떨어지고 회전한 흔적이 발견된 원인으로 인해 약간의 의혹이 있었다는 내용이 있다. 3명의 다른 희생자들은 확실한 익사였다.
폭파를 뒷받침하는 추가적인 증거는 6,700피트 수심의 바다에 놓여있던 분해된 항공기의 회수에서였다. 정교한 수중 음파 탐지기(SONAR)를 탑재한 영국 탐사선 가드라인 로케이터와 프랑스의 케이블 부설 선박인 레옹 테벤인이 함께 로봇 잠수정 스캐럽으로 비행 기록 장치(FDR)와 비행 음성 기록 장치(CVR)가 위치한 곳으로 파견되었다. 이 장치들은 찾기 어려웠기에 신속한 수색이 필수였다. 그 해 7월 4일 가드라인 로케이터가 해저에서의 신호를 포착했으며 7월 9일 스캐럽이 비행 음성 기록 장치와 표면을 정확히 찾아냈다. 다음날 비행 기록 장치 또한 위치가 확인되어 회수되었다.

## 사건의 조사
몇시간 후 캐나다의 인도인 사회는 희생자와 사건의 배후를 놓고 관심이 집중되었으며 정부는 인도내 시크 교 분리주의의 힌두 교를 상대로 한 보복에 수반된 협박과 폭력행위를 연계하여 조사하였다. 뒤이어 전 세계적인 사건 수사 6년 후 많은 사건의 실마리가 드러났다. 사건이 일어난 해역에서 회수된 잔해와 시신을 기초로 해저에서 잔해와 기록장치의 회수가 결정되었다. 비행기록과 음성도 동시에 멎었는데 회수되었던 손상 부위의 경우도 폭발이 앞쪽 화물칸에서 일어났다는 결론을 뒷받침했으며 그것은 아마 앞쪽 화물칸 부근에 설치된 폭탄이 항공기의 추락을 야기했을 것이라는 의미였다. 밴쿠버에서 운반되었던 폭탄도 일본에서 비행기에 실리기 전 일찍 폭발한 것도 사건과 관계가 있었는데 두 비행편의 티켓도 같은 이유로 구매되었고 두가지 유형 모두 항공사 직원에게 체크인은 했으나 비행기에는 수하물만 실리고 승객이 타지 않은 케이스였다.
폭탄이 터지지 않은 부분이 사고현장에서 수거되었으나 도쿄에서 시작된 수사는 설치되었던 폭탄이 캐나다의 밴쿠버에서 운반된 산요 스테레오 튜너였음을 밝혔다. 캐나다 왕립 기마경찰대는 판매된 산요 라디오를 찾기 위해 할당된 적지 않은 인원보다 더 많은 135명의 형사를 통해 모든 상점을 확인했으며 브리티시 컬럼비아주 던컨에 위치한 정비사인 인더르짓 싱 르얏의 고향에서 최근의 판매 기록 발견으로 이어졌다. 캐나다 왕립 기마경찰대는 캐나다 안보정보청 정보국에 연락하여 그들은 이미 시크교 운동가들을 조사했고 이미 도청과 관찰도 이루어졌으며 그리고 발파캡 단락과 종이말이 포장재가 회수되면서 던큰 부근에서 르얏과 파마르가 발파 시험을 하고 있었음을 확인하였다. 수색 당시 그의 이름과 전화번호가 있는 송장(발송장)과 산요 라디오 FMT-611K를 다른 폭탄 부품의 판매 기록과 같이 회수하였다. 그것은 캐나다 항공 안전 위원회가 포함된 캐나다 조사관들이 폭탄이 사고기의 전방 화물칸에서 폭발했다는 것으로 확정한 1986년 1월까지 밝혀지지 않았다. 1986년 2월 26일 키르펠 인도 대법원 판사는 H.S 코홀라가 실시한 조사를 기반으로 한 조사 보고서를 발표하였다(코홀라 보고서). 보고서는 역시 사고기의 추락이 인도에서 모의된 폭탄 테러에서 동반되었다는 내용이었다.
관측, 도청, 수색, 관련 용의자의 체포를 바탕으로 사건의 결정에 적어도 2명 이상의 시크교 테러단체가 캐나다, 미국, 영국, 인도에 광범위하게 회원을 확보한 것이 신빙성 있게 드러났다. 그들의 분노는 1984년 6월 인도 정부의 블루 스타 작전에서 촉발되었다.

### 대안적 이론
폭탄테러의 주된 용의자들은 버버르 할사라 부르는 시크 분리파 단체의 일원과 그 무렵에 선동되었던 인도 펀자브 주의 할리스탄이라 부르는 시크 주의 분리를 목표로 한 다른 단체들이었다.
- 탈윈더 싱 파마르는 펀자브 주에서 태어나 브리티시 컬럼비아 주에 거주하고 있는 캐나다 시민이며 버버르 할사의 고위 간부였다. 그의 전화는 사건이 일어나기 3개월 전부터 캐나다 안보정보청에 의해 도청되었다. 그는 1992년에 펀자브 주 경찰에 구속되는 과정에서 살해되었다.
- 인더르짓 싱 르얏은 밴쿠버 섬의 브리티시 컬럼비아 주에 있는 던컨에서 자동차 및 정비공일을 했다. 도쿄 공항 폭탄 테러의 조사는 그가 산요 라디오, 시계 및 폭발 후 발견된 다른 부품의 구입 사실 발견으로 이끌었으며 그는 폭탄 제조로 인한 살인 치사 혐의로 기소되었다. 거래의 일환으로 그는 공범에 대한 증언을 했으나 공범과의 관련여부는 거부한 관계로 사건에서 유죄 판결을 받은 유일한 용의자가 되었다.
- 리퓨다먼 싱 말릭은 밴쿠버의 사업가였으며 신용협동조합과 몇몇 할사 학교에 자금 지원을 했다. 그는 사건을 포함한 모든 용의선상에서 제외되어 석방되었다.
- 아자이브 싱 바그리는 캄루프에 거주하는 분쇄기 노동자였다. 그는 1984년 후에 델리의 시크교도들이 힌두계 폭력단에게 살해된 직후(블루스타 작전) "우리는 힌두 세력 50,000명을 죽일때까지 쉬지 않을 것이다"라고 연설하였다. 그와 말릭은 2005년에 석방되었다.

### 재판
당국에서는 처음에 나리타와 에어 인디아 폭파 음모를 계획한 살인 혐의에 관하여 르얏이 연계된 직접적 증거가 부족했다. 대신 르얏은 1986년 4월 29일 폭발물의 소유와 등록되지 않은 무기의 소유를 인정하였다. 그의 선고는 2000달러의 벌금이었으며 단 3개월 후 르얏은 캐나다를 떠나 그의 가족이 있는 영국 버밍험 근처의 코번트리로 이주했다. 그는 곧 재규어 공장에 고용되어 거의 2년 동안 근무했다.
캐나다 왕립 기마경찰대 수사관들은 자르딘 검사와 함께 활동했으며 캐나다 왕립 기마경찰대와 일본측 전문가들은 폭탄의 구성 요소는 르얏이 소유 또는 구입했던 부분 및 항목과 일치하다고 최종적으로 결론내렸다. 자르딘 검사가 도쿄를 방문하여 일본 당국과 5번 접촉하면서 나리타 폭탄테러 증거물을 캐나다로 보내줄 것을 공식적으로 요청하였다. 살인 혐의에 대한 충분한 증거가 아직 부족했기에 자르딘은 2건의 상해치사 혐의와 5건의 폭발물 관련 증거를 제시하였으며 영국 정부에 르얏의 인도를 요청한 결과 1988년 2월 5일 르얏은 재규어 자동차 공장으로 운전중 체포되었다. 영국에서 르얏을 인도받은 절차 이후 1989년 12월 13일에 브리티시 컬럼비아 주 밴쿠버로 압송하여 1990년 9월 18일부터 그의 재판을 시작하였다. 1991년 5월 10일 르얏은 2건의 상해 치사와 나리타 공항 폭탄 테러에 관련된 4건의 폭발물 관련 혐의로 유죄가 인정되었으며 그는 징역 10년을 선고받았다.
사건이 일어난지 15년 후인 2000년 10월 27일 캐나다 왕립 기마경찰대는 말릭과 바그리를 체포하였다. 그들은 살인 모의에서 이어진 182편에 탑승한 사람들의 죽음에 329건의 1급 살인 혐의를 받았으며, 일본 나리타 공항으로 가던 캐나다 퍼시픽 항공 승객과 승무원들의 살해 미수와 나리타 공항 수하물 직원 2명의 살해, 2건의 살인 혐의를 받았다. 그것은 '에어 인디아 재판'으로 알려져 있다.
2001년 6월 6일 캐나다 왕립 기마경찰대는 에어 인다이 182편 사건의 살인 기도와 그 음모에 관하여 르얏을 살인혐의로 다시 체포하였다. 2003년 2월 10일 르얏은 폭탄 제조에서의 과실 치사 혐의에 관한 유죄를 인정하여 그는 징역 5년을 선고받았다. 르얏은 말릭과 바그리의 재판에서 증언할 것으로 예상되었으나 검찰은 애매하게 반응했다.

### 르얏의 위증
2006년 2월 인더르짓 싱 르얏은 재판에서 그의 증언 가운데 위증과 관련되어 기소되었다. 기소는 브리티시 컬럼비아 주 대법원에 신청되었으며 법정에서 르얏이 증언하는 동안 그의 허위 진술에 관한 27건의 사례 목록이었다. 그는 폭탄을 제조한 것에 대한 유죄는 인정하였으나 그는 음모에 대해 아무것도 알고 있지 않다는 이유로 선서를 거부하였다.
재판에서 판사 란 조세프슨은 다음과 같이 말했다.

나는 르얏의 선서에서 거짓말이 누그러지지 않음을 발견했다. 청취자들이 모두 공감했을지라도 종결되었을 뿐이며 그가 관련된 정보를 공개하는 것을 거부하는 동안 그의 증거는 명백하고 가여울 정도로 그는 극단적인 범죄 사실 최소화를 기도하였다.

2007년 7월 3일 아직 보류된 위증 소송과 같이 르얏은 캐나다 가석방 심의위원회에 의해 가석방이 거부되었으며 그가 지속적으로 대중들에게 위험했던 것을 포함한 이유였다. 이 결정에는 2008년 2월 9일부로 르얏에게 주어진 5년형이 만기된다는 의미였다.

## 또 다른 견해
이와 관련하여 모든 단체들은 시크교 극단주의 혹은 항공기의 폭파를 거짓이라 비난하면서 믿지 않았다. 대안적 이론도 캐나다 사회 혹은 재판의 무시에 의해 믿을 수 있도록 고려되지 않았다. 2000년 세계 시크교 연맹에서는 "시크 교는 182편 폭파와 관계없다" 견해를 홍보하였으며 그것은 화물칸 문이 날아갔다고 주장하였다. 2007년 들어 세계 시크 교 연합은 그것이 폭탄 테러였음을 인정하였으나 그들처럼 테러리스트를 불신하며 시크 교 분리주의자들을 인도 인들이 도와준다고 비난하였다. 세계 시크 교 연합 캐나다 지부는 만약 파마르가 단계적 상황에 의해 사망했다면 유지했을 것이라고 했으며 그것은 "에어 인디아 비극에 인도 대리인의 참여가 방패가 되었다"는 의미였다.

### 화물칸 문
독립적 조사관인 존 베리 스미스는 상세한 보고서를 작성하고 2000년 2월 원인을 182편과 마찬가지로 팬암 103편의 경우도 "비행중 파열이 발생하여 아마 하나 혹은 모두 중간 스팬 빗장의 폭발성 감압이 폭발로 이어졌을 것이다"라고 결론내렸는데 스미스는 세계 시크교 연맹과 접촉하고 있었으며 사고기는 "시크교도는 물론 어느 누구에게도 폭파되지 않았고 비행중 화물칸 문이 열리면서 폭발성 감압 발생으로 인한 추락이 직접적이다"라는 뜻이었다. 세계 시크교 연합 웹 사이트에는 "시크교도는 182편을 폭파하지 않았다"와 그리고 화물칸 도어가 비행기에서 이탈하였다는 그의 주장이 게시되었다. 2006년 그의 주장은 182편 사건 수사에 조사 권한으로 제공되었으나 진지하게 검토되지 않았다.

### 연목표(쉬운 목표물)
1989년 글로브와 메일에 캐나다 언론인인 브라이언 맥앤드류와 쥬하이어 카쉬메리가 쉬운 목표물이라는 책을 집필하여 음모론을 홍보하였는데 182편 사건은 시크교 분리주의 운동에 캐나다 시크교도가 참여하고 캐나다 당국의 눈에 그들을 용의자로 만드는 연구 및 분석 부서 어느 부문의 좋지 못한 활동이라는 내용이었다. 카쉬메리는 또한 걸프 에서:캐나다계 아랍인, 인종차별과 걸프 전쟁이라는 책으로 경찰 및 보안 서비스의 목표물은 캐나다계 아랍인과 이슬람교도, 그리고 오사마 빈 라덴 살해의 비승인이라 저술하였다. 그들이 실제 폭탄 테러를 주장하기 전 모티브가 된 행동이 캐나다 안보 정보청과 캐나다 주재 인도 고등 판무관 사무소가 사전에 사건에 관하여 알고 있었다는 뜻이었다.

### 파마르의 자백에 대한 의심
2007년 7월 인도의 주간 조사관인 테할카는 순수한 증거는 자백에서 나타났으며 1992년 10월 15일 파마르가 사망하기 전날 무장한 그가 펀자브 주 경찰을 찾아가 사건의 배후로 라크비르라는 이름을 언급했다고 밝혔다. 이 조항에 따르면 이 증거가 찬디가르를 기반으로 한 단체인 펀자브 인권 연맹(PHRO)에 의해 입수된 것이며 7년 넘게 파마르의 동료를 인터뷰한 내용이 포함되었다.

## 실수와 놓쳐버린 기회

### 사건 가능성에 관한 이전의 경고
캐나다 정부는 인도 정부에서 캐나다 내 에어 인디아 비행편에 테러리스트 폭탄이 실릴 가능성에 대해 경고하였으며 사건이 일어나기 전 2주 동안 캐나다 안보정보청은 에어 인디아와 캐나다 내 인도 대사관에 대한 잠재적 위협이 높다는 내용을 캐나다 왕립 기마경찰대에 보고하였다.

### 증거 인멸
판사 조지프슨은 캐나다 안보정보청에 의해 파기된 수백건의 용의자에 관한 도청 기록에 대해 "있을 수 없는 과실"이라고 평결하였다. 사건 전후 몇개월 동안 210건의 도청 기록중 156건의 삭제되었으며 심지어 사건 용의자들이 테러리스트가 된 이후에도 계속 삭제된 상태였다.
테이브 원본 기록이 삭제된 것으로 인해 그들은 법정에서의 증거로 채택하지 않았다.

### 살해된 목격자
타라 싱 헤이어는 인도-캐나다 타임즈의 발행인이자 브리티시 컬럼비아의 오더라는 단체의 회원이었으며 바그리가 사건에서 그의 관련성을 시인한것과 관련한 대화가 있는 동안 그가 1995년에 캐나다 왕립 기마경찰대에 진술서를 제공했다고 주장했다. 동료이자 시크교 신문 발행인인 타삼 싱 퓨어웰의 런던 사무소에서 지낼 동안 헤이어는 그가 퓨어웰과 바그리 사이의 대화에서 바그리가 "만약 모두가 계획된 대로 비행기를 날려버린다면 히드로 공항에는 승객들도 없다"고 분명히 말하는 내용을 엿들었다고 요구했다.

### 캐나다 안보정보청과의 관련성
2000년 10월 28일 바그리와의 인터뷰가 진행되는 사이에 캐나다 왕립 기마경찰대 형사들이 수르잔 싱 길이 캐나다 안보 정보청에 대한 대리인이었음을 언급하였으며 언급의 이유로 그의 캐나다 안보 정보청 관리자가 그를 밖으로 끌어오려고 말했기 때문에 그는 버버르 할사로부터 묵묵히 따라야 했다는 내용이었다.
후에 캐나다 안보정보청이 182편의 사건을 막으려고 했으나 뒤이은 실수는 캐나다 안보정보청의 수장은 레이드 모덴으로 대체되었다.

## 공적인 조사
2006년 5월 1일 위원회의 수장이자 총리인 스티븐 하퍼는 사건에 관한 모든 공적인 조사의 개시를 발표하였으며 은퇴한 연방 대법원의 판사인 존 메이저를 수장으로 하여 "캐나다 역사상 최악의 살인 사건에 관하여 몇 가지 주요 의문에 대한 해답을 찾으라"고 주문하였다.

## 같이 보기
- 시크 학살
- 아비앙카 항공 203편 폭파 사건
- 이타비아 항공 870편 추락 사고
- 일본항공 123편 추락 사고
- 메트로젯 9268편 추락 사고
- 블루스타 작전
- 팬암 항공 103편 폭파 사건